# Vice-président de la république populaire de Chine
Le vice-président de la république populaire de Chine est le numéro deux de la république populaire de Chine. Il assiste le président de la République dans ses fonctions et est élu séparément de lui. Il lui succède en cas de démission, de décès ou d'empêchement.

## Compétences
La fonction a été créée par la constitution de 1982. Officiellement, le vice-président est élu par l'Assemblée nationale populaire conformément à l'article 62 de la Constitution. En pratique, cette élection entre dans la catégorie des élections à candidat unique. Le candidat est recommandé par le présidium de l'Assemblée nationale populaire, qui a également théoriquement le pouvoir de rappeler le vice-président.
Selon la loi, le vice-président doit être un citoyen chinois de 45 ans ou plus. Avant mars 2018, il ne peut pas effectuer plus de deux mandats, un mandat équivalant à une session de l'APN, soit cinq ans.
Les fonctions du vice-président consistent à assister le président et à le remplacer s'il démissionne ou meurt. En réalité, le poste de vice-président est essentiellement cérémoniel. Certains ont été membres du Comité permanent du Politburo du PCC et du Secrétariat central, les principaux organes de décision du pays.
Le vice-président peut jouer un rôle majeur dans les affaires étrangères. Par exemple, le vice-président siège généralement au Groupe de direction des affaires étrangères, un organe de coordination des politiques du Parti communiste. Le vice-président siège également généralement au Groupe central de coordination pour les affaires de Hong Kong et de Macao. Par conséquent, bien que le vice-président ne dispose pas de pouvoirs substantiels tels que définis dans la Constitution, le poste revêt néanmoins une importance et un prestige. Les titulaires de la charge étaient tous des individus dotés d'une certaine influence politique.

## Titulaires
- Zhu De (27 septembre 1954 - 27 avril 1959)
- Song Qingling et Dong Biwu (27 avril 1959 - 17 janvier 1975)
- Ulanhu (18 juin 1983 - 8 avril 1988)
- Wang Zhen (8 avril 1988 - 12 mars 1993)
- Rong Yiren (12 mars 1993 - 15 mars 1998)
- Hu Jintao (15 mars 1998 - 15 mars 2003)
- Zeng Qinghong (15 mars 2003 - 15 mars 2008)
- Xi Jinping (15 mars 2008 - 14 mars 2013)
- Li Yuanchao (14 mars 2013 - 17 mars 2018)
- Wang Qishan (17 mars 2018 - 10 mars 2023)
- Han Zheng (10 mars 2023 - présent)